# Nidoki
Nidoki (lit. Lyduokiai) – miasteczko na Litwie w okręgu wileńskim w rejonie Wiłkomierz, położone 15 km na wschód Wiłkomierza, nad rzeką Siesartis. Siedziba starostwa Nidoki. Znajduje się tu poczta, kościół, szkoła i ruiny dworu. 

## Historia
Okoliczne wzgórza służyły za strażnice pogańskiej Litwie. W kurchanach znajdowano tu szable, dzidy i kule. Okolice Nidok nawiedzane były częstokroć przez Krzyżaków. W 1623 roku wzniesiono tu kościół, przebudowany w XIX wieku i wtedy dobudowano do niego dwie wieże. 

## Dwór
Znajdują się tu ruiny dworu Morykonich i Kossakowskich pochodzące z drugiej połowy XVIII w., z których zachowała się jedynie wieża - dawne obserwatorium astronomiczne oraz dawna piętrowa oficyna wybudowana przez Morykonich w stylu empire, kryta wysokim dachem czterospadowym. Park dworski o powierzchni 7 ha jest obecnie pomnikiem przyrody.

## Galeria

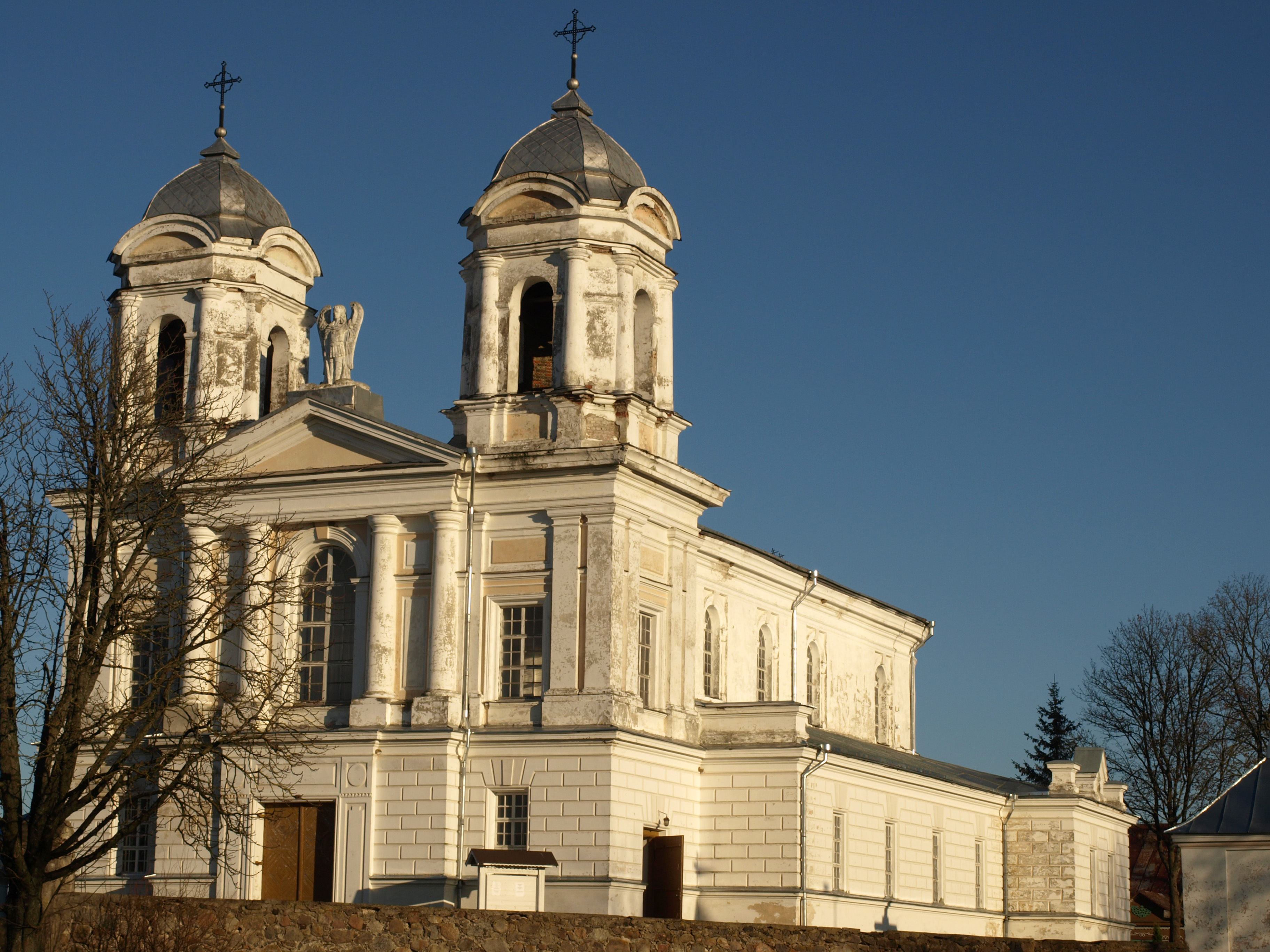
Kościół w Nidokach
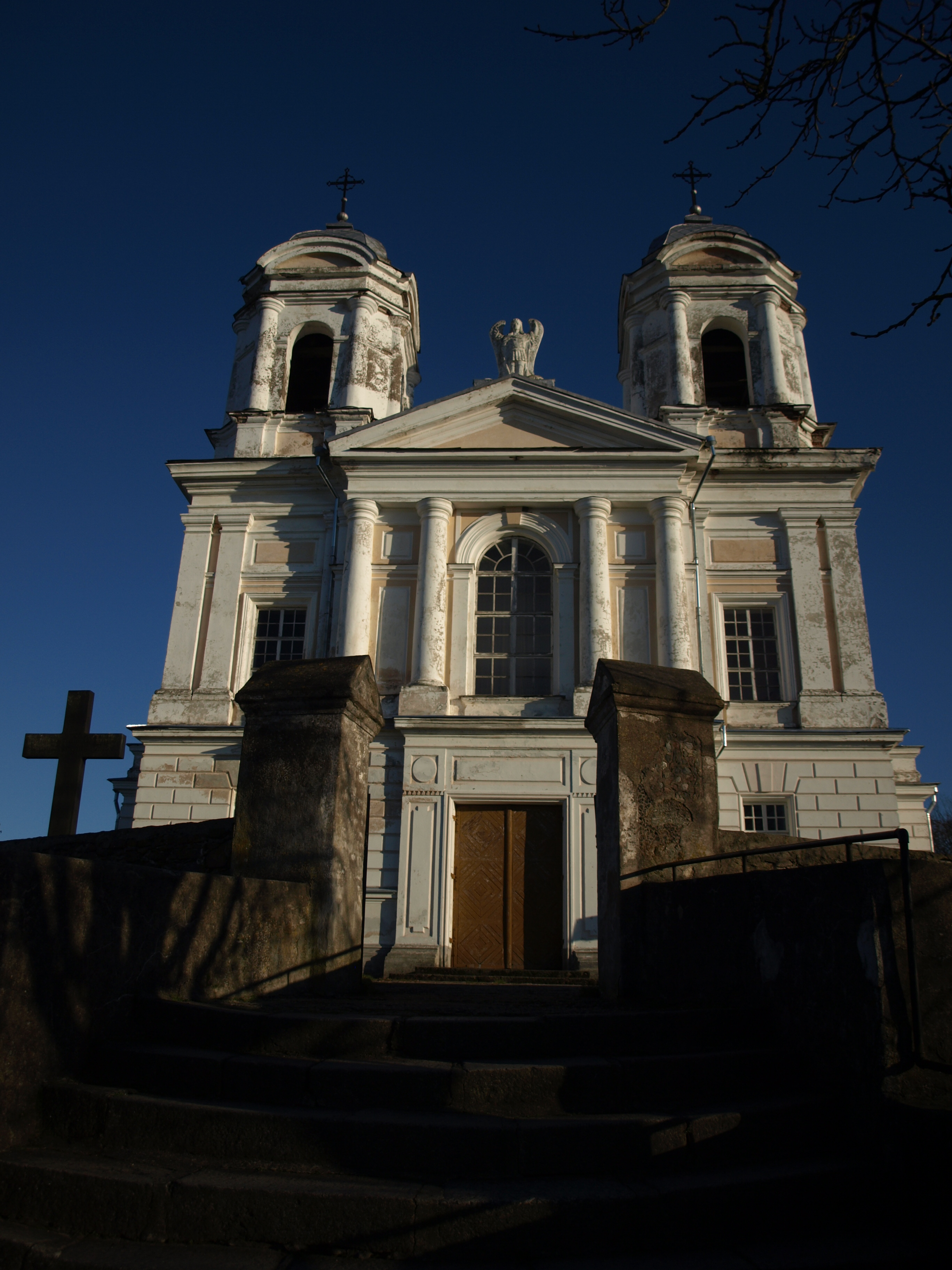
Fasada kościoła
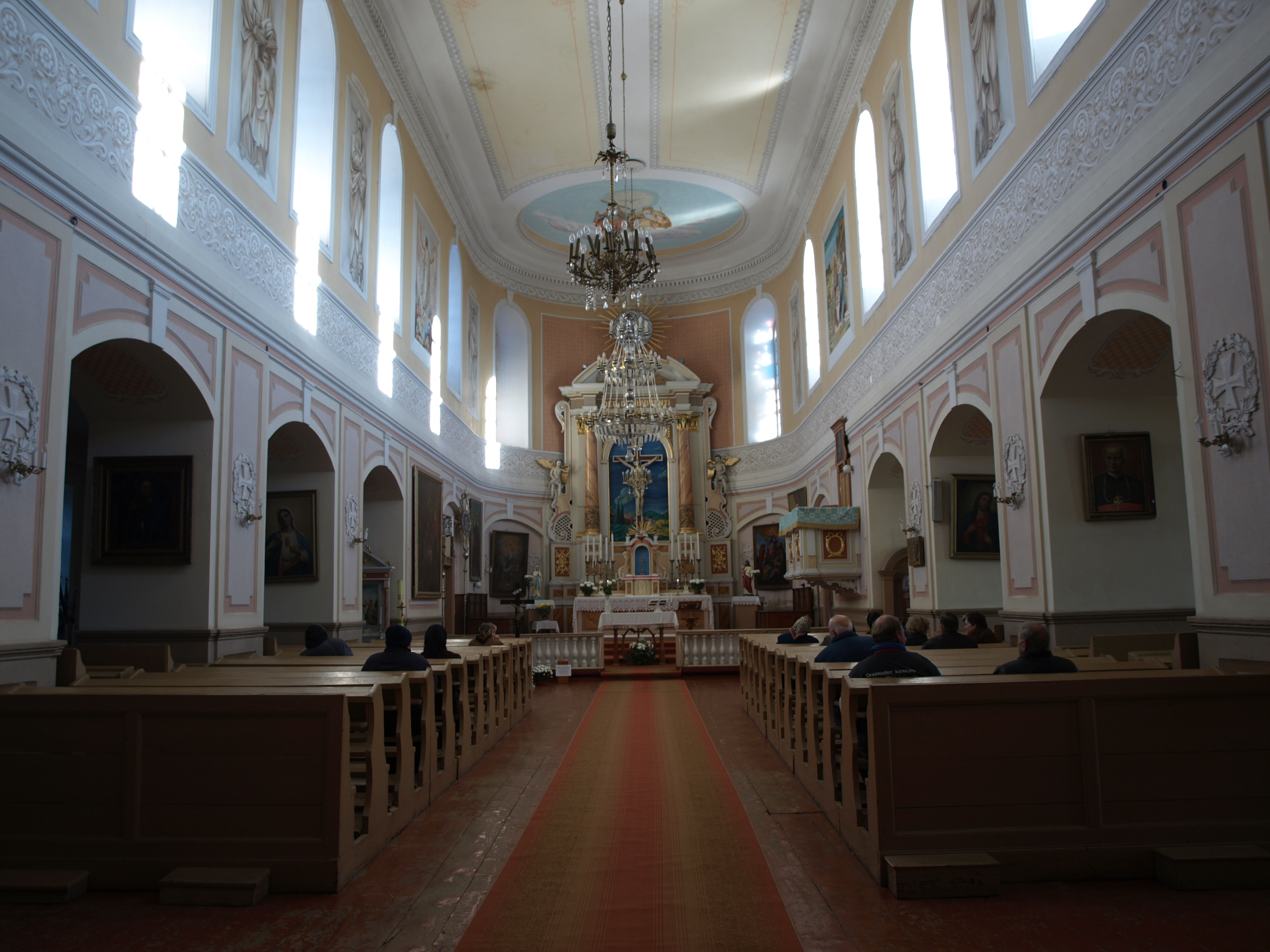
Wnętrze kościoła